# Vincon
Pour les articles homonymes, voir Vincon (homonymie).
Vincon [vɛ̃kɔ̃] est un hameau belge de l'ancienne commune de Sovet, situé dans la commune de Ciney en Région wallonne (province de Namur).